# Резидент
Резиде́нти (лат. Resident — осілий, той, хто постійно перебуває в певному місці) — в сучасному міжнародно-правовому значенні це фізичні особи, які на законній підставі постійно перебувають, мешкають у якійсь країні, але є громадянами іншої країни.
У більш вузькому та професійному значенні це юридичні особи або дипломатичні представництва, що мають постійне місце перебування в певній країні. У вузькому значенні цей термін використовується в спеціальному законодавстві для визначення суб'єктів правовідносин, що мають додаткові права та обов'язки. В окремих правових інститутах законодавче визначення цього терміна має особливості і тому підлягає застосуванню лише для певного виду правовідносин.

## Класифікація
Термін резидент можна класифікувати:
- за суб'єктним складом:

1. фізичні особи
2. юридичні особи
3. дипломатичні представництва

- за об'єктом правового регулювання або інститутами права:

1. податкові резиденти
2. митні резиденти
3. банківські резиденти
4. інші

## Філологічна сутність терміна
Термін «резидент», утворено від латинського — residentis і перекладається як той, що залишається, перебуває на одному місці, є присутнім. Резиденти зобов'язані у своїх економічних діях дотримуватись законів даної країни, платити податки згідно з чинними там законами і нормами.
«Резидент» є терміном, що знайшов своє застосування у різних сферах суспільного життя.
1. Так, цим словом у середні віки позначали особу — іноземного дипломатичного представника, що представляв інтереси іншої держави і постійно перебував у певній країні. Повноважного представника колонії держави (метрополії) у протектораті також називали резидентом. В енциклопедичному словнику Ф. Брокгауза і І. Ефрона 1899 року знаходимо таке пояснення: «Резидент… — початкова назва усякого дипломатичного агента, який знаходиться у постійній місії при іноземному дворі. Вже на початку XVI ст. назва „резидент“ перетворюється у постійний титул і залишається тільки у посланця, понижуючи, зі сплином часу, авторитет його носія».
2. Резидент — таємний уповноважений іноземної розвідки, який спрямовує діяльність своїх агентів.

## Податковий кодекс України
Стаття 14.1.213. ПК України резиденти — це: а) юридичні особи та їх відокремлені особи, які утворені та провадять свою діяльність відповідно до законодавства України з місцезнаходженням як на її території, так і за її межами;
б) дипломатичні представництва, консульські установи та інші офіційні представництва України за кордоном, які мають дипломатичні привілеї та імунітет;
в) фізична особа — фізична особа, яка має місце проживання в Україні
А 14.1.122. нерезиденти — це: а) іноземні компанії, організації, утворені відповідно до законодавства інших держав, їх зареєстровані (акредитовані або легалізовані) відповідно до законодавства України філії, представництва та інші відокремлені підрозділи з місцезнаходженням на території України;
б) дипломатичні представництва, консульські установи та інші офіційні представництва інших держав і міжнародних організацій в Україні;
в) фізичні особи, які не є резидентами України.
У разі якщо фізична особа має місце проживання також в іноземній державі, вона вважається резидентом, якщо така особа має місце постійного проживання в Україні; якщо особа має місце постійного проживання також в іноземній державі, вона вважається резидентом, якщо має більш тісні особисті чи економічні зв'язки (центр життєвих інтересів) в Україні. У разі якщо державу, в якій фізична особа має центр життєвих інтересів, не можна визначити, або якщо фізична особа не має місця постійного проживання у жодній з держав, вона вважається резидентом, якщо перебуває в Україні не менше 183 днів (включаючи день приїзду та від'їзду) протягом періоду або періодів податкового року.
Достатньою (але не виключною) умовою визначення місця знаходження центру життєвих інтересів фізичної особи є місце постійного проживання членів її сім'ї або її реєстрації як суб'єкта підприємницької діяльності.
Якщо неможливо визначити резидентський статус фізичної особи, використовуючи попередні положення цього підпункту, фізична особа вважається резидентом, якщо вона є громадянином України.
Якщо всупереч закону фізична особа — громадянин України має також громадянство іншої країни, то з метою оподаткування цим податком така особа вважається громадянином України, який не має права на залік податків, сплачених за кордоном, передбаченого цим Кодексом або нормами міжнародних угод України.
Якщо фізична особа є особою без громадянства і на неї не поширюються положення абзаців першого — четвертого цього підпункту, то її статус визначається згідно з нормами міжнародного права.
Достатньою підставою для визначення особи резидентом є самостійне визначення нею основного місця проживання на території України у порядку, встановленому цим Кодексом, або її реєстрація як самозайнятої особи.

### Законодавчі особливості
Згідно зі статтею 29 Цивільного кодексу України місцем проживання фізичної особи є житловий будинок, квартира, інше приміщення, придатне для проживання в ньому (гуртожиток, готель тощо), у відповідному населеному пункті, в якому фізична особа проживає постійно, переважно або тимчасово.
Відповідно до положень статті 3 Закону України «Про свободу пересування і вільний вибір місця проживання в Україні» від 11.12.3003 № 1382-IV місце проживання — це адміністративно-територіальна одиниця, на території якої особа проживає строком понад шість місяців на рік.
Громадянин України, а також іноземець чи особа без громадянства, які перебувають в Україні на законних підставах, зобов'язані протягом десяти днів після прибуття до нового місця проживання зареєструвати місце проживання (стаття 6 Закону № 1382-IV).
При цьому в статті 3 цього Закону даються наступні визначення: «місце перебування» — адміністративно-територіальна одиниця, на території якої особа проживає терміном менше шести місяців на рік;
«місце проживання» — адміністративно-територіальна одиниця, на території якої особа проживає терміном понад шість місяці на рік;
 «реєстрація» — внесення відомостей в паспортний документ про місце проживання або місце перебування з вказівкою адреси проживання особи і внесення цих даних в реєстраційний облік відповідного органу спеціально уповноваженого центрального органу виконавчої влади з питань реєстрації;
«довідка про реєстрацію місця проживання або місця перебування» — документ, який видається органом реєстрації особі на його вимогу і підтверджує реєстрацію місця проживання або місця перебування особи.
Відповідно до статті 5 цього Закону законними підставами перебування на території України іноземців і осіб без громадянства є реєстрація на території України паспортного документу або наявність дозволу на постійне або тимчасове проживання в Україні, або документів, які засвідчують отримання статусу біженця або притулку в Україні.
Отже, фізична особа — іноземець може самостійно визначити власний резидентський статус у разі обрання основного місця проживання в Україні.
Для цього фізичній особі — іноземцю необхідно подати письмову заяву до податкового органу за місцем проживання в Україні з проханням вважати її резидентом для цілей оподаткування податком з доходів фізичних осіб в поточному році (звітному податковому періоді).

### Світовий досвід
У інших країнах існують різноманітні визначення понять «резидент», «місце проживання» та «місце постійного проживання», причому не завжди законодавство цих країн у даній сфері є чітким та таким, що забезпечує однозначне тлумачення.
Наприклад, у Сполучених Штатах до 1984 року визначення поняття «місце проживання» давалося лише судами, що у багатьох ситуаціях призводило до невизначеності. Наразі особа вважається резидентом США, якщо вона відповідає будь-якому з таких критеріїв:
1. законний в'їзд у США;
2. значний строк перебування;
3. перший рік добровільної класифікації себе як резидента.

Основний критерій, який використовується для з'ясування, чи є особа резидентом США, — значний строк перебування. Особа відповідає цьому критерію, якщо вона знаходиться у Сполучених Штатах не менше ніж 31 день впродовж поточного року, та не менше ніж 183 дні впродовж трьох років, який закінчується у останній день поточного року. Друга кількість днів вираховується як середньозважена за три роки. Навіть за умови, що іноземець відповідає критерію значного строку перебування, він не вважається резидентом, якщо сплачує податки в іншій країні, з якою у нього більш тісний зв'язок, ніж із США.
У США до розрахунку строку перебування враховуються всі дні фізичної присутності в межах держави крім наступних днів: коли особа була на території США менше ніж 24 годин подорожуючи між двома іншими державами (наприклад при очікувані літака при подорожі з пересадкою в США); в разі якщо особа є постійним членом екіпажу судна, що здійснює перевезення між США та іншими державами; коли особа не змогла залишити територію США через стан здоров'я або інші медичні проблеми; коли особа є професійним спортсменом і приїхала до США для змагання на благодійному заході.
Крім зазначеної процедури в США особу може бути визнано резидентом відповідно до додаткових ознак, до яких відносяться: а) законний в'їзд на територію США, коли особі надається посвідчення на проживання (тест «зеленої карти»); б) значний строк перебування в США; в) перший рік класифікації себе як резидента.

### Проблеми подвійного оподаткування
Розширення міжнародного співробітництва неминуче породжує подвійність (багатомірність) оподаткування. З огляду на це постає нагальна потреба детального вивчення сучасного стану усунення подвійного оподаткування у світовому масштабі та визначення напрямів вирішення цієї проблеми в Україні. Багато міжнародних законодавчих актів та Законів України присвячено питанням усунення подвійного оподаткування. До них належать Віденська конвенція «Про право міжнародних договорів» (1969 р.), численні міжнародні угоди про уникнення подвійного оподаткування. На сьогодні існує декілька видів подвійного оподаткування: 1. Внутрішнє, коли в рамках однієї країни той самий податок стягується на рівні різних адміністративно-територіальних одиниць. В свою чергу воно поділяється на: — вертикальне — однаковий податок сплачується на місцевому і державному рівнях; — горизонтальне — оподаткування на одному адміністративному рівні за рахунок розходжень у визначенні об'єкта оподаткування. 2. Зовнішнє або міжнародне, коли визначення об'єкта оподаткування або платника податку схоже трактуються в національних законодавствах, внаслідок чого виникає двох- або багаторазовість його оподаткування.
Міжнародні договори про уникнення подвійного оподаткування, укладені Україною (станом на 01.01.2009 р.)
| № з/п                                                                               | Країна | Дата набуття чинності | № з/п                                                                                   | Країна | Дата набуття чинності |
| ----------------------------------------------------------------------------------- | --- | --- | --------------------------------------------------------------------------------------- | --- | --- |
| 1 2 3 4 5 6 7 8 9 10 11 12 13 14 15 16 17 18 19 20 21 22 23 24 25 26 27 28 29 30 31 | Австрія Азербайджан Алжир Бельгія Білорусь Болгарія Бразилія Велика Британія В'єтнам Вірменія Греція Грузія Данія Єгипет Естонія Ізраїль Індія Індонезія Іран Ісландія Італія Йорданія Казахстан Канада Киргизстан Китай Республіка Корея Кувейт Латвія Ліван Литва | 20.05.1999 03.07.2000 01.07.2004 25.02.1999 30.01.1995 03.10.1997 26.04.2006 11.08.1993 19.11.1996 26.09.2003 01.04.1999 21.08.1996 27.02.2002 24.12.1996 20.04.2006 31.10.2001 09.11.1998 21.07.2001 09.10.2008 25.02.2003 23.10.2008 14.04.1997 22.08.1996 01.05.1999 18.10.1996 19.03.2002 22.02.2004 21.11.1996 06.09.2003 25.12.1997 | 32 33 34 35 36 37 38 39 40 41 42 43 44 45 . 46 47 48 49 50 51 52 53 54 55 56 57 58 59 . | Македонія Молдова Нідерланди Норвегія Об'єднані Арабські Емірати Південно-Африканська Республіка Польща Португалія Російська Федерація Румунія Сирія Словаччина Словенія Союзна Республіка Югославія (стосовно Республіки Сербія та Республіки Чорногорія) США Таджикистан Таїланд Туреччина Туркменістан Угорщина Узбекистан Фінляндія Франція ФРН Хорватія Чехія Швейцарія Швеція . | 23.11.1998 27.05.1996 02.11.1996 18.09.1996 09.03.2004 23.12.2004 11.03.1994 11.03.2002 03.08.1999 17.11.1997 04.05.2004 22.11.1996 25.04.2007 29.11.2001 . 05.06.2000 01.06.2003 24.11.2004 29.04.1998 21.10.1999 24.06.1996 25.07.1995 14.02.1998 01.11.1999 04.10.1996 01.06.1999 20.04.1999 26.02.2002 04.06.1996 . |

Зазначені Конвенції закладають та підтримують сприятливі умови для інвесторів однієї Договірної Держави на території другої Договірної Держави, стимулюють ділову ініціативу підприємців, регулюють питання міжнародного оподаткування доходів у двосторонніх стосунках між державами, а саме: уникнення подвійного оподаткування, запобігання ухиленню від сплати податків, розподіл прав оподаткування між Договірними Державами, усунення податкової дискримінації, взаємне зменшення податкових перешкод для закордонних інвестицій та торгівлі. Міжнародні конвенції (угоди, договори), що розглядають оподаткування, можуть приймати різні форми. До першої групи потрапляють конвенції, у яких розглядаються в основному або винятково податкові питання. До другої — конвенції, що, хоча і розглядають в основному інші питання, але містять деякі додаткові податкові положення. Конвенції, що відносяться до податків на прибуток і на капітал, складають значну частку конвенцій, що потрапляють у першу категорію. Також існують інші типи конвенцій, що розглядають в основному або винятково податкові питання. Враховуючи економічне становище України, що склалося, вона повинна дуже ретельно ставитись до укладання угод про уникнення подвійного оподаткування, які підписуються з іншими державами. Необхідно виключити випадки, коли сума нестягнених внаслідок цих угод податків з іноземців в Україні та з українців за межами нашої держави буде мати негативний вплив на розвиток економіки України.

## Митний кодекс України
Пункт 50 частини першої статті 4 МК України резиденти: а) юридичні особи, які утворені та провадять свою діяльність відповідно до законодавства України, з місцезнаходженням на її території, а також їх відокремлені підрозділи за кордоном, що не здійснюють господарської діяльності; б) дипломатичні представництва, консульські установи та інші офіційні представництва України за кордоном, які мають дипломатичні привілеї та імунітет; в) фізичні особи: громадяни України, іноземці та особи без громадянства, які мають постійне місце проживання в Україні, у тому числі ті, які тимчасово перебувають за кордоном; г) відокремлені підрозділи іноземних юридичних осіб з місцезнаходженням на території України, які здійснюють господарську діяльність відповідно до законодавства України; ґ) інвестор (оператор) за угодою про розподіл продукції, у тому числі постійне представництво інвестора-нерезидента.

## Декрет Кабінету Міністрів України Про систему валютного регулювання і валютного контролю
Пункт 5 частини першої статті 4 Декрету Кабінету Міністрів України Про систему валютного регулювання і валютного контролю резиденти: фізичні особи (громадяни України, іноземні громадяни, особи без громадянства), які мають постійне місце проживання на території України, у тому числі ті, що тимчасово перебувають за кордоном; юридичні особи, суб'єкти підприємницької діяльності, що не мають статусу юридичної особи (філії, представництва тощо), з місцезнаходженням на території України, які здійснюють свою діяльність на підставі законів України; дипломатичні, консульські, торговельні та інші офіційні представництва України за кордоном, які мають імунітет і дипломатичні привілеї, а також філії та представництва підприємств і організацій України за кордоном, що не здійснюють підприємницької діяльності.

### Законодавчі особливості
Необхідно зазначити, що на практиці тривалий час існувала проблема при тлумаченні зазначеного положення в частині визначення резидентності представництв іноземних юридичних осіб в Україні. Серед спеціалістів існувала точка зору, що у валютному законодавстві України (на відміну від податкового законодавства) взагалі не міститься поняття «представництво нерезидентів», і якщо його розглядати окремо, то взагалі виключається можливість застосування валютного законодавства до представництв нерезидентів як у негативному, так і в позитивному плані. Проте, безумовно, з такою позицією не можна погодитися. Відповідно до законодавства України (зокрема, стаття 1 Декрету Кабінету Міністрів України «Про систему валютного регулювання і валютного контролю», стаття 5 Закону України «Про зовнішньоекономічну діяльність») в Україні можуть створюватися такі види представництв суб'єктів підприємницької діяльності.
- постійні представництва, через які не здійснюється підприємницька діяльність на підставі законів України;
- постійні представництва, через які повністю або частково здійснюється підприємницька діяльність на підставі законів.
Проаналізувавши пункти 5, 6 статті 1 Декрету Кабінету Міністрів України про систему валютного регулювання і валютного контролюй можна зробити висновок, що класифікація юридичних осіб та їх представництв на резидентів та нерезидентів відповідно до законодавства України здійснюється на підставі двох критеріїв:
- місцезнаходження (на території України чи за її межами);
- здійснення підприємницької діяльності на підставі Законів України (здійснюється чи ні);
Це означає, що якщо представництво нерезидента розташоване на території України, то визначення його резидентності залежатиме від того, чи здійснюється через нього повністю або частково підприємницька діяльність на підставі законів України. Якщо через нього повністю або частково здійснюється підприємницька діяльність на підставі законів України, то це представництво відноситься до категорії «резидент», якщо ні, то, відповідно 1 до категорії «нерезидент».
Якщо представництва нерезидентів розташовані за межами України і діють відповідно до законодавства іноземних держав, то вони відносяться до категорії «нерезиденти».

## Закон України Про створення вільної економічної зони «Крим» та про особливості здійснення економічної діяльності на тимчасово окупованій території України
Стаття 5.3. Закону України Про створення вільної економічної зони «Крим» та про особливості здійснення економічної діяльності на тимчасово окупованій території Українифізична особа, яка має податкову адресу (місце проживання), юридична особа (відокремлений підрозділ), яка має податкову адресу (місцезнаходження) на території ВЕЗ «Крим», прирівнюються з метою оподаткування до нерезидента. Фізична особа, яка має податкову адресу (місце проживання), юридична особа (відокремлений підрозділ), яка має податкову адресу (місцезнаходження) на іншій території України, прирівнюються з метою оподаткування до резидента.